# 杜馬尼夫
48°49′13″N 26°32′24″E / 48.82028°N 26.54000°E

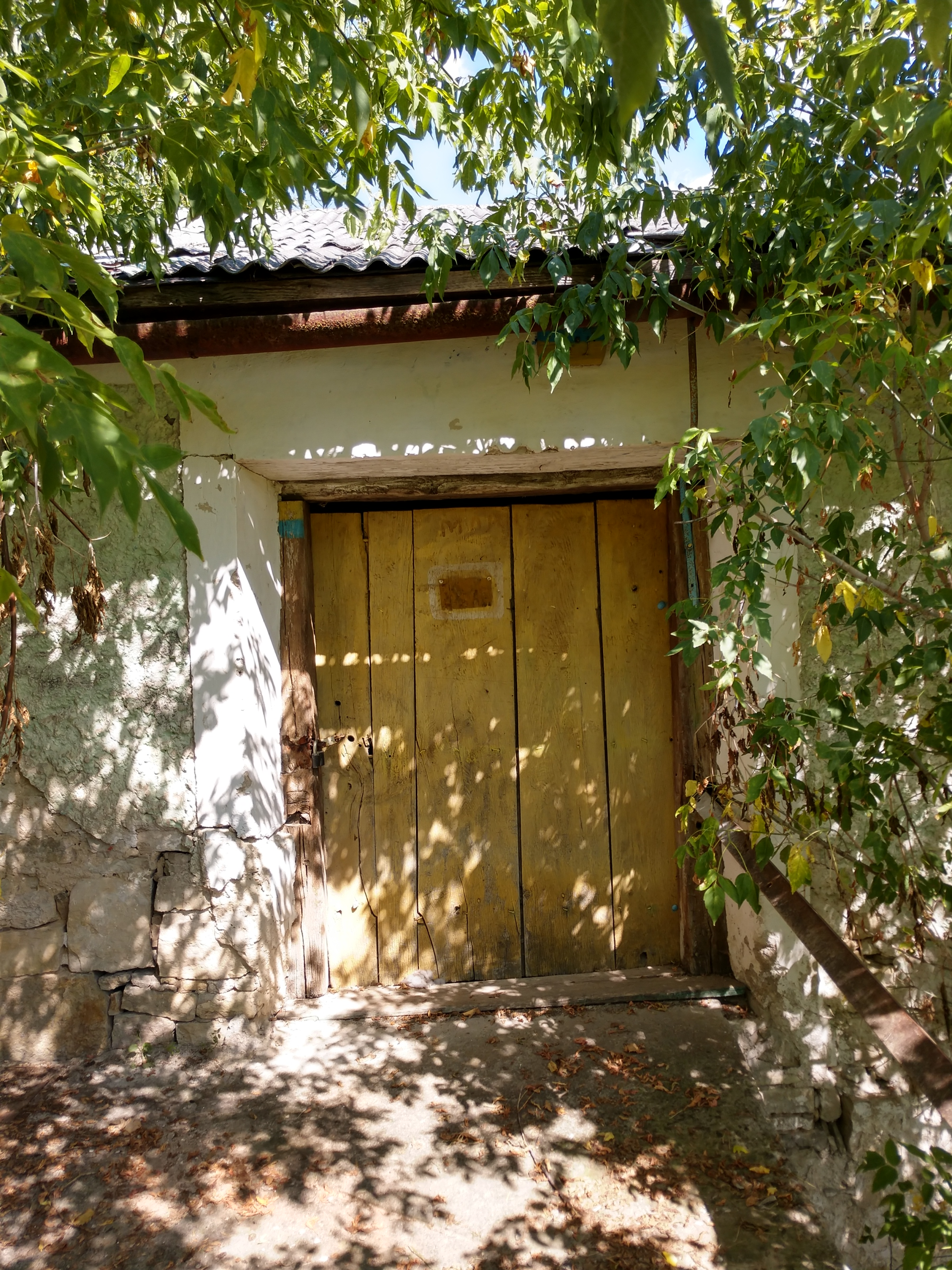
杜馬尼夫的門口

杜馬尼夫（烏克蘭語：Думанів）是位於烏克蘭西部赫梅利尼茨基州的卡緬涅茨-波多利斯基區的村莊，始建於1412年，面積2.61平方公里，2001年人口897。